# Gòrda
|  | «Gordes» redirigeix aquí. Vegeu-ne altres significats a «Gördes». |

Gòrda (en francès Gordes) és un municipi francès situat al departament de Valclusa i la regió Provença – Alps – Costa Blava. Els habitantses diuen gordencs en occità, Gordiens en francès. Gòrda és dins la llista de l'associació Les Plus Beaux Villages de France.

## Geografia
Gòrda és el poble més visitat del parc natural regional del Leberon. El poble és damunt un turó de Valclusa, enganxada a la muntanya escarpada, a 370 m d'altitud. Les cases de pedres clares i els carrerons amb llambordes van inspirar nombrosos pintors, entre d'altres, Chagall i Vasarely.

## Demografia
| Evolució de la població |       |       |       |       |       |       |       |       |
| 1793                    | 1800  | 1806  | 1821  | 1831  | 1836  | 1841  | 1846  | 1851  |
| 2 807                   | 2 812 | 3 010 | 2 956 | 2 848 | 2 867 | 2 891 | 3 008 | 2 948 |

| 1856  | 1861  | 1866  | 1872  | 1876  | 1881  | 1886  | 1891  | 1896  |
| ----- | ----- | ----- | ----- | ----- | ----- | ----- | ----- | ----- |
| 2 899 | 2 937 | 2 805 | 2 594 | 2 512 | 2 204 | 2 010 | 1 767 | 1 638 |

| 1901  | 1906  | 1911  | 1921  | 1926  | 1931  | 1936  | 1946 | 1954  |
| ----- | ----- | ----- | ----- | ----- | ----- | ----- | ---- | ----- |
| 1 562 | 1 447 | 1 360 | 1 057 | 1 069 | 1 111 | 1 165 | 953  | 1 075 |

| 1962  | 1968  | 1975  | 1982  | 1990  | 1999  | 2006  | 2011 | 2016 |
| ----- | ----- | ----- | ----- | ----- | ----- | ----- | ---- | ---- |
| 1 363 | 1 536 | 1 574 | 1 607 | 2 031 | 2 092 | 2 126 | -    | -    |

| 2019 | - | - | - | - | - | - | - | - |
| ---- | - | - | - | - | - | - | - | - |
| -    | - | - | - | - | - | - | - | - |

## Història
L'origen de Gòrda està vinculat a la tribu celta dels vordenses que van erigir un oppidum defensiu per a Cavalhon al cim de la roca on es va desenvolupar més tard la ciutat. El nom provindria de Vordenses que es va transformar en Gordenses després Gòrda. Des de fa mil anys, la massa impressionant del castell domina el poble. Guilhèm d'Agot, un dels primers avantpassats d'aquesta poderosa família feudal que va cobrir de fortificacions tots els pobles propers, el menciona el 1031. Els seus successors el reforcen fins a fer-ne el 1123 un mobile castrum, l'únic amb aquest nom entre els molt nombrosos castells veïns. Assetjat, en va, durant les guerres de religió, va ser el feu dels marquesos de Simiana, després dels ducs de Soubise, i al segle xviii dels prínceps de Condé.
Va ser un important lloc de resistència durant la Segona Guerra Mundial. Hi va ser molt activa i, fins a l'últim dia, el poble i els seus habitants van haver de sofrir l'ocupació alemanya. El 21 d'agost de 1944, una setmana després del desembarcament sobre les costes de Provença, el poble va començar a patir violentes represàlies.
El 22 d'agost, els alemanys fan entrar a les cases els habitants que no s'han pogut posar a recer, disparant als que s'endarrereixen, després, bombardegen el poble, i destrueixen una dotzena de cases, mentre que algunes altres són dinamitades i després incendiades, principalment a les entrades de la ciutat per obstruir les cruïlles. Tretze persones són mortes o executades. Gràcies a la intervenció d'un monjo de l'abadia de Senhanca es van evitar conseqüències més greus. El resultat de l'atac foren vint morts i vint cases destruïdes.
Prop de Gòrda hi ha el poble de les bòries, amb cabanes de pedra seca.

## Gòrda: una font d'inspiració artística
Durant els segles xviii i xix, La localitat va travessar un període de floriment gràcies a un enginyós aprofitament dels seus elements naturals (coves troglodites, carrerons empedrats, corrents d'aigua que feien funcionar les adoberies i filatures…) El 1909, però, un sisme va desviar el curs del rio que fluïa als peus del poble el que va parar els molins hidràulics dels obradors.
Després de la Segona Guerra Mundial i la intensificació de l'èxode rural, el poble va caure en l'oblit. Va haver d'esperar fins a la dècada dels 50 i 60 perquè els grans artistes parisencs i europeus passessin temporades a Gordes, captivats per la llum de la Provença. Un dels primers a instal·lar-se al poble va ser el pintor André Lhote, que va instar als seus amics artistes a descobrir-ho.
Va ser així com s'hi van anar Marc Chagall, Jean Deyrolle i Willy Ronis. El 1970, Victor Vasarely va instal·lar el seu museu didàctic al castell de Gòrda, el que va contribuir a la difusió de l'art òptic a tot el món. Del 1997 al 2011, el castell va albergar el museu Pol Mara, mentre que actualment acull grans exposicions a la temporada estival.

## Patrimoni cultural
- Castell: Declarat monument nacional el 1931, va ser construït entre els segles xi i xiv. Va pertànyer la família d'Agoult Simiane, que va regnar a Gordes durant gairebé set-cents anys. Els Simiane van transformar l'edifici medieval en un impressionant castell renaixentista (1572). Hi van combinar l'art defensiu (torres, garites, camí de ronda) amb els nous usos i costums del Renaixement. Entre 1971 i 1996 va albergar el museu didàctic del mestre hongarès del pop art Victor Vasarely i més tard les obres de l'artista flamenc Pol Mara, del 1997 al 2011. Actualment acull grans exposicions temporals. És obert al públic per a visites guiades i exposicions.
- La font de la Place Genty-Pantaly: Va ser l'únic punt d'abastament d'aigua de la ciutat fins al 1956. El 1957 s'hi va instal·lar l'aigua corrent a les cases. Estava reservada al consum comú i no es permetia rentar-hi la roba. El safareig era a la part baixa de la ciutat al barri de Fontaine Basse. La plaça Genty-Pantaly, que en un altre temps era pràcticament tancada pel costat oest, era el cor del poble medieval i deu el seu nom a un cuiner de la localitat de principi del segle xx.
- Església de Sant Fermí: El campanar, situat al lloc d'una antiga església medieval en estil romànic, servia de torre de vigilància per controlar la plana. Al segle xviii havia esdevingut exígua i es va demolir així com una vintena de cases de l'entorn per a construir una església nova.[6] A l'interior, a la primera capella a la dreta hi ha un quadre que representa sant Crispí i Crispinià, patró dels sabaters, l'important gremi del qual representava només una centena de membres que treballaven en la confecció de calçat al segle xix. L'esquerda visible al cor es deu a un terratrèmol que va sacsejar la regió l'11 de juny de 1909.
- Capellania de Sant Jaume: Aquesta capellania del segle xiv, avui tancat al públic, va acollir antany els pelegrins que anaven a Santiago de Compostel·la. No obstant això, la majoria transitava per més avall per la vall del Calvari, pres la Via Domícia, que unia Itàlia amb Espanya.
- Porta de Savoia: Aquesta porta, que confronta amb la capella, era una de les entrades principals de la ciutat en l'Edat Mitjana.
- El safareig i el barri de Fontaine Basse: Per la presència d'aigua, aquest barri va esdevenir el centre econòmic de la ciutat fins al segle xix, i aquí coincidien adoberies, filatures de seda, artesans, comerciants i cafès. Aquest barri es va deteriorar pel despreniment de roques i pels bombardejos alemanys de 1944. Hi ha les restes d'una antiga cuba de vinificació en què es trepitjava el raïm per elaborar el ví, així com les fornícules cúbiques i rectilínies a les que s'inseria el canyís per a la criança de cucs de seda al segle xix.
- Coves del palau de Sant Fermí: La vida subterrània de Gòrda va ser molt important. Cada casa de dues plantes de la ciutat
- al soterrani coves excavades en la pedra de diversos nivells, on treballaven els artesans i pagesos. Les caves del palau de Sant Fermí permeten apreciar aquesta extraordinària part de la vida dels habitants al llarg dels segles.[7]
- Abadia de Senhanca